# Publius Cassius Felix
Publius Cassius Felix (vollständige Namensform Publius Cassius Publi filius Fabia Felix) war ein im 2. und 3. Jahrhundert n. Chr. lebender Angehöriger des römischen Ritterstandes (Eques).
Durch zwei Inschriften, die bei Bölcske gefunden wurden und die auf 198/209 datiert werden, ist belegt, dass Felix Präfekt der Ala I Thracum war, die zu diesem Zeitpunkt in der Provinz Pannonia inferior stationiert war. Felix war in der Tribus Fabia eingeschrieben und stammte aus Rom.